# Измерительный мост

Принципиальная схема моста Уитстона. Обозначения:
-,,, — «плечи» моста;
- AC — диагональ питания;
- BD — измерительная диагональ;
- — элемент, сопротивление (Ом) которого требуется измерить;
-, и — элементы, сопротивления (Ом) которых известны;
- — элемент, сопротивление которого может регулироваться (например, реостат);
- — гальванометр (В);
- (не показано) — сопротивление гальванометра (Ом).

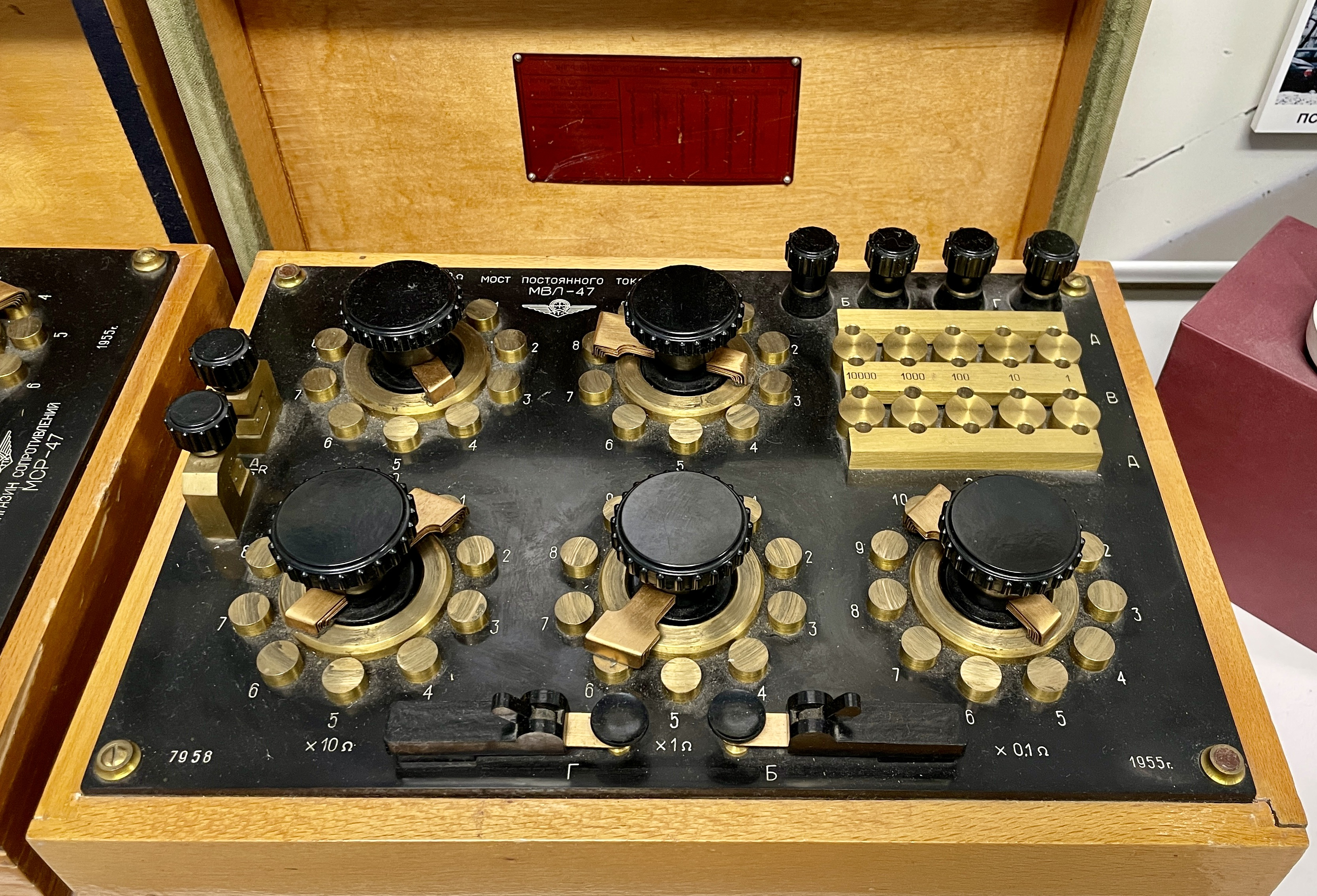
Мост постоянного тока МВЛ-47 в Музее энергетики Урала

Измери́тельный мост (мост Уи́тстона, мо́стик Ви́тстона, англ. Wheatstone bridge) — электрическая схема или устройство для измерения электрического сопротивления. Предложен в 1833 году Самуэлем Хантером Кристи (англ. Samuel Hunter Christie) и в 1843 году усовершенствован Чарльзом Уитстоном. Мост Уитстона относится к одинарным мостам в отличие от двойных мостов Томсона. Мост Уитстона — электрическое устройство, механическим аналогом которого являются аптекарские рычажные весы.

## Измерение сопротивлений с помощью моста Уитстона
Принцип измерения сопротивления основан на уравнивании потенциала средних выводов двух ветвей (см. рисунок).
1. В одну из ветвей включён двухполюсник (резистор), сопротивление которого требуется измерить ({\displaystyle R_{x}}).

Другая ветвь содержит элемент, сопротивление которого может регулироваться ({\displaystyle R_{2}}; например, реостат).
Между ветвями (точками B и D; см. рисунок) находится индикатор. В качестве индикатора могут применяться:
- гальванометр;
- нуль-индикатор — прибор, отклонение стрелки которого показывает наличие тока в цепи и его направление, но не величину. На шкале такого прибора отмечено только одно число — ноль;
- вольтметр ({\displaystyle R_{G}} принимают равным бесконечности: {\displaystyle R_{G}=\infty });
- амперметр ({\displaystyle R_{G}} принимают равным нулю: {\displaystyle R_{G}=0}).

Обычно в качестве индикатора используется гальванометр.
1. Сопротивление {\displaystyle R_{2}} второй ветви изменяют до тех пор, пока показания гальванометра не станут равны нулю, то есть потенциалы точек узлов D и B не станут равны. По отклонению стрелки гальванометра в ту или иную сторону можно судить о направлении протекания тока на диагонали моста BD (см. рисунок) и указывают в какую сторону изменять регулируемое сопротивление {\displaystyle R_{2}} для достижения «баланса моста».

Когда гальванометр показывает ноль, говорят, что наступило «равновесие моста» или «мост сбалансирован». При этом:
- отношение {\displaystyle R_{2}/R_{1}} равно отношению {\displaystyle R_{x}/R_{3}}:

{\displaystyle {\frac {R_{2}}{R_{1}}}={\frac {R_{x}}{R_{3}}},}
откуда
{\displaystyle R_{x}={\frac {R_{2}R_{3}}{R_{1}}};}
- разность потенциалов между точками B и D (см. рисунок) равна нулю;
- ток по участку BD (через гальванометр) (см. рисунок) не протекает (равен нулю).

Сопротивления {\displaystyle R_{1}}, {\displaystyle R_{3}} должны быть известны заранее.
1. Изменяют сопротивление {\displaystyle R_{2}} до баланса моста.

1. Вычисляют искомое сопротивление {\displaystyle R_{x}}:

{\displaystyle R_{x}={\frac {R_{2}R_{3}}{R_{1}}}.}
Вывод формулы см. ниже.

### Точность
При плавном изменении сопротивления {\displaystyle R_{2}} гальванометр способен зафиксировать момент наступления равновесия с большой точностью. Если величины {\displaystyle R_{1}}, {\displaystyle R_{2}} и {\displaystyle R_{3}} были измерены с малой погрешностью, величина {\displaystyle R_{x}} будет вычислена с большой точностью.
В процессе измерения сопротивление {\displaystyle R_{x}} не должно изменяться, так как даже небольшие его изменения приведут к нарушению баланса моста.

### Недостатки
К недостаткам предложенного способа можно отнести:
- необходимость регулирования сопротивления {\displaystyle R_{2}}. На поиски «равновесия» тратится время. Гораздо быстрее измерить несколько параметров цепи и вычислить {\displaystyle R_{x}} по другой формуле.

## Условие баланса моста
Выведем формулу для расчёта сопротивления {\displaystyle R_{x}}.
Первый способ

Схема к расчёту сопротивления. Красными стрелками показаны выбранные произвольно направления токов. Обозначения:
- — ток, протекающий через гальванометр, А;
-,,, — токи, протекающие через элементы,, и соответственно, А;
- другие обозначения см. выше.

Считается, что сопротивление гальванометра {\displaystyle R_{G}} мало настолько, что им можно пренебречь ({\displaystyle R_{G}=0}). То есть, можно вообразить, что точки B и D соединены (см. рисунок).
Воспользуемся правилами (законами) Кирхгофа. Выберем:
- направления токов — см. рисунок;
- направления обхода замкнутых контуров — по часовой стрелке.

По первому правилу Кирхгофа сумма токов, входящих в точку (узел) равна нулю:
- для точки (узла) B:

{\displaystyle I_{3}\ +I_{G}\ -I_{x}\ =\ 0;}
- для точки (узла) D:

{\displaystyle I_{1}\ -I_{2}\ -I_{G}\ =\ 0.}
По второму правилу Кирхгофа сумма напряжений в ветвях замкнутого контура равна сумме ЭДС в ветвях этого контура:
- для контура ABD:

{\displaystyle (R_{3}\cdot I_{3})\ -(R_{G}\cdot I_{G})\ -(R_{1}\cdot I_{1})=0;}
- для контура BCD:

{\displaystyle (R_{x}\cdot I_{x})\ -(R_{2}\cdot I_{2})\ +(R_{G}\cdot I_{G})=0.}
Запишем 4‑е последних уравнения для «сбалансированного моста» (то есть учтём, что {\displaystyle I_{G}=0}):
{\displaystyle {\begin{cases}I_{3}=I_{x}\\I_{1}=I_{2}\\R_{3}\cdot I_{3}=R_{1}\cdot I_{1}\\R_{x}\cdot I_{x}=R_{2}\cdot I_{2}\end{cases}}}
Поделив 4‑е уравнение на 3‑е, получим:
{\displaystyle {\frac {R_{x}\cdot I_{x}}{R_{3}\cdot I_{3}}}={\frac {R_{2}\cdot I_{2}}{R_{1}\cdot I_{1}}}.}
Выразив {\displaystyle R_{x}}, получим:
{\displaystyle R_{x}={\frac {R_{2}\cdot I_{2}\cdot R_{3}\cdot I_{3}}{I_{1}\cdot R_{1}\cdot I_{x}}}.}
С учётом того, что
{\displaystyle {\begin{cases}I_{3}=I_{x}\\I_{1}=I_{2}\end{cases}}}
получим
{\displaystyle R_{x}={\frac {R_{2}\cdot R_{3}}{R_{1}}}.}
Второй способ
Считается, что сопротивление гальванометра {\displaystyle R_{G}} велико настолько, что точки B и D можно считать не соединёнными (см. рисунок) ({\displaystyle R_{G}=\infty }).
Введём обозначения:
- {\displaystyle \varphi _{A}}, {\displaystyle \varphi _{B}}, {\displaystyle \varphi _{C}} и {\displaystyle \varphi _{D}} — соответственно потенциалы точек A, B, C и D, В;
- {\displaystyle U_{AC}} — напряжение между точками C и A, В:

{\displaystyle U_{AC}=\varphi _{A}-\varphi _{C};}
- {\displaystyle U_{DB}} — напряжение между точками D и B, В:

{\displaystyle U_{DB}=\varphi _{D}-\varphi _{B};}
- {\displaystyle R_{ADC}} — сопротивление участка ADC (последовательное соединение), Ом:

{\displaystyle R_{ADC}=R_{1}+R_{2};}
- {\displaystyle R_{ABC}} — сопротивление участка ABC (последовательное соединение), Ом:

{\displaystyle R_{ABC}=R_{3}+R_{x};}
- {\displaystyle I_{ADC}}, {\displaystyle I_{ABC}} — токи, протекающие на участках ADC и ABC соответственно, А.

По закону Ома токи {\displaystyle I_{ADC}}, {\displaystyle I_{ABC}} равны:
{\displaystyle I_{ADC}={\frac {U_{AC}}{R_{ADC}}}={\frac {U_{AC}}{R_{1}+R_{2}}};}
{\displaystyle I_{ABC}={\frac {U_{AC}}{R_{ABC}}}={\frac {U_{AC}}{R_{3}+R_{x}}}.}
По закону Ома падения напряжения на участках DC и BC равны:
{\displaystyle U_{DC}=I_{ADC}\cdot R_{2};}
{\displaystyle U_{BC}=I_{ABC}\cdot R_{x}.}
Потенциалы в точках D и B равны:
{\displaystyle \varphi _{D}=\varphi _{C}+U_{DC}=\varphi _{C}+I_{ADC}\cdot R_{2};}
{\displaystyle \varphi _{B}=\varphi _{C}+U_{BC}=\varphi _{C}+I_{ABC}\cdot R_{x}.}
Напряжение между точками D и B равно:
{\displaystyle U_{DB}=\varphi _{D}-\varphi _{B}=\left(\varphi _{C}+I_{ADC}\cdot R_{2}\right)\ -\left(\varphi _{C}+I_{ABC}\cdot R_{x}\right)\ =I_{ADC}\cdot R_{2}-I_{ABC}\cdot R_{x}.}
Подставив выражения для токов {\displaystyle I_{ADC}} и {\displaystyle I_{ABC}}, получим:
{\displaystyle U_{DB}={\frac {U_{AC}}{R_{1}+R_{2}}}\cdot R_{2}-{\frac {U_{AC}}{R_{3}+R_{x}}}\cdot R_{x}.}
Учитывая, что для «сбалансированного моста» {\displaystyle U_{DB}=0}, получим:
{\displaystyle 0={\frac {U_{AC}}{R_{1}+R_{2}}}\cdot R_{2}-{\frac {U_{AC}}{R_{3}+R_{x}}}\cdot R_{x}.}
Поместив слагаемые по разные стороны от знака равенства, получим:
{\displaystyle {\frac {U_{AC}}{R_{1}+R_{2}}}\cdot R_{2}={\frac {U_{AC}}{R_{3}+R_{x}}}\cdot R_{x}.}
Сократив {\displaystyle U_{AC}}, получим:
{\displaystyle {\frac {R_{2}}{R_{1}+R_{2}}}={\frac {R_{x}}{R_{3}+R_{x}}}.}
Умножив на произведение знаменателей, получим:
{\displaystyle R_{2}\cdot (R_{3}+R_{x})=R_{x}\cdot (R_{1}+R_{2}).}
Раскрыв скобки, получим:
{\displaystyle R_{2}\cdot R_{3}+R_{2}\cdot R_{x}=R_{x}\cdot R_{1}+R_{x}\cdot R_{2}.}
После вычитания {\displaystyle R_{x}\cdot R_{2}} получим:
{\displaystyle R_{2}\cdot R_{3}=R_{1}\cdot R_{x}.}
Выразив {\displaystyle R_{x}}, получим:
{\displaystyle R_{x}={\frac {R_{2}\cdot R_{3}}{R_{1}}}.}
В данном случае мостовая схема рассматривалась, как комбинация двух делителей, а влияние гальванометра считалось пренебрежимо малым.

## Общее сопротивление без выполнения условия баланса
В случае, если условие баланса не выполнено, расчёт общего сопротивления довольно громоздкий.
Пользуясь правилами Кирхгофа, получаем систему уравнений:
{\displaystyle {\begin{cases}I_{\Sigma }=I_{1}+I_{4}=I_{2}+I_{3}\\I_{5}=I_{1}-I_{2}=I_{4}-I_{3}\\R_{\Sigma }\cdot I_{\Sigma }=R_{1}\cdot I_{1}+R_{2}\cdot I_{2}=R_{3}\cdot I_{3}+R_{4}\cdot I_{4}\\R_{5}\cdot I_{5}=R_{4}\cdot I_{4}-R_{1}\cdot I_{1}=R_{2}\cdot I_{2}-R_{3}\cdot I_{3}\end{cases}}}
Тогда после исключения из системы всех токов получим окончательный результат, представленный в наиболее кратком виде:
{\displaystyle R_{\Sigma }={\frac {\sum _{1=i<j<k}^{5}R_{i}R_{j}R_{k}-R_{5}\left(R_{1}R_{4}+R_{2}R_{3}\right)}{\sum _{1=i<j}^{5}R_{i}R_{j}-\left(R_{1}R_{2}+R_{3}R_{4}\right)}},}
где в суммах в числителе и в знаменателе суммируются все возможные комбинации из произведений сопротивлений без повторений сомножителей (всего таких комбинаций по десять).

## Схемы подключения
На практике для измерения сопротивления с помощью мостовых схем применяют двухпроводное и четырёхпроводное подключение.
Двухпроводная схема подключения применяется при измерениях сопротивлений величиной выше 10 Ом. К точкам B и C (см. рисунок) подключаются по одному проводу.
Четырёхпроводная схема подключения применяется при измерении сопротивления величиной до 10 Ом. К точкам B и C (см. рисунок) подключаются по два провода. Это позволяет исключить влияние сопротивления проводов на величину измеренного сопротивления {\displaystyle R_{x}}.

## История создания
В 1833 году Самуэль Хантер Кристи (англ. Samuel Hunter Christie) предложил схему, позже получившую название «мост Уитстона».
В 1843 году схема была усовершенствована Чарльзом Уитстоном (англ. Charles Wheatstone) и стала называться «мостом Уитстона».
В 1861 году лорд Кельвин использовал мост Уитстона для измерения малых сопротивлений.
В 1865 году Максвелл с помощью изменённого моста Уитстона измерял силу переменного тока.
В 1926 году Алан Блюмлейн усовершенствовал мост Уитстона и запатентовал. Новое устройство стали называть в честь изобретателя.

## Классификация
В промышленности широко применяются уравновешенные и неуравновешенные измерительные мосты.
Работа уравновешенных мостов (наиболее точных) основана на «нулевом методе».
С помощью неуравновешенных мостов (менее точных) измеряемую величину определяют по показаниям измерительного прибора.
Измерительные мосты подразделяются на неавтоматические и автоматические.
В неавтоматических мостах балансирование производится вручную (оператором).
В автоматических балансировка моста происходит с помощью сервопривода по величине и знаку напряжения между точками D и B (см. рисунок).

## Применение для измерения неэлектрических величин
Мост Уитстона часто используется для измерения самых разнообразных неэлектрических параметров, например:
- механических деформаций упругих элементов в тензометрии;
- температуры;
- освещённости;
- состава вещества, в том числе влажности и газовом анализе;
- теплопроводности и теплоёмкости и многого другого.

Принцип действия всех этих приборов основан на измерении сопротивления чувствительного резистивного элемента-датчика, сопротивление которого изменяется при изменении воздействующей на него неэлектрической величины. Резистивный датчик (датчики) включается электрически в одно или несколько плеч моста Уитстона и измерение неэлектрической величины сводится к измерению изменения сопротивления датчиков.
Применение моста Уитстона в этих приложениях обусловлено тем, что позволяет измерять относительно малое изменение сопротивления, то есть в случаях когда {\displaystyle \Delta R_{x}/R_{x}\ll 1.}
Обычно в современных измерительных приборах мост Уитстона подключается через аналого-цифровой преобразователь к цифровому вычислительному устройству, например, к микроконтроллеру, обрабатывающему сигнал моста. При обработке, как правило, производится линеаризация, масштабирование с преобразованием в численное значение неэлектрической величины в единицы её измерения, коррекция систематических погрешностей датчиков и измерительной схемы, индикация в удобном и наглядном для пользователя цифровом и/или машинно-графическом виде. Также может производиться статистическая обработка измерений, гармонический анализ и другие виды обработки.

### Принцип работы тензометрических измерителей
Тензодатчики тензорезисторы применяются в:
- электронных весах;
- динамометрах
- измерителях давления (манометрах);
- измерителях крутящего момента на валах (торсиометрах);
- измерителях деформации деталей под воздействием механической нагрузки и др.

При этом тензорезисторы, наклеенные на упругие деформируемые детали включаются в плечи моста, а полезным сигналом является напряжение диагонали моста между точками D и B (см. рисунок).
Если выполняется соотношение:
{\displaystyle R_{1}/R_{2}=R_{3}/R_{x},}
то независимо от напряжения на диагонали моста между точками A и C (напряжения) между точками D и B ({\displaystyle U_{DB}})) будет равно нулю:
{\displaystyle U_{DB}=0.}
Но если {\displaystyle R_{1}/R_{2}\neq R_{3}/R_{x},} то на диагонали появится ненулевое напряжение («разбаланс» моста), однозначно связанное с изменением сопротивления тензорезистора, и, соответственно, с величиной деформации упругого элемента, при измерении разбаланса моста измеряют деформацию, а так как деформация связана, например, в случае весов, с весом взвешиваемого тела, то и в результате измеряют его вес.
Для измерения знакопеременных деформаций помимо тензодатчиков часто используют пьезоэлектрические датчики. Последние в этих приложениях вытеснили тензодатчики благодаря лучшим техническим и эксплуатационным характеристикам. Недостатком пьезодатчиков является непригодность их для измерения медленных или статических деформаций.

### Измерения других неэлектрических величин
Описанный принцип измерения деформации с помощью тензорезисторов в тензометрии сохраняется для измерения иных неэлектрических величин с применением других резистивных датчиков, сопротивление которых изменяется под воздействием неэлектрической величины.
Измерение температуры
В этих приложениях применяются резистивные датчики, находящиеся в тепловом равновесии с изучаемым телом, сопротивление датчиков изменяется при изменении их температуры. Также применяются датчики не контактирующие непосредственно с изучаемым телом, а измеряющие интенсивность теплового излучения от объекта, например, болометрические пирометры.
В качестве термочувствительных датчиков обычно используются резисторы, изготовленные из металлов — термометры сопротивления, имеющие положительный температурный коэффициент сопротивления, или полупроводниковые — терморезисторы с отрицательным температурным коэффициентом сопротивления.
Косвенно через измерение температуры также производится измерение теплопроводности, теплоёмкости, скорости потоков газов и жидкостей в термоанемометрах и измерение иных неэлектрических величин, связанных с температурой, например, концентрации компонента в газовой смеси с помощью термокаталитических датчиков и датчиков теплопроводности в газовой хроматографии.
Измерение потоков излучения
В фотометрах применяются датчики, изменяющие своё сопротивление в зависимости от освещённости — фоторезисторы. Также существуют резистивные датчики для измерения потоков ионизирующих излучений.

## Модификации
Используя мост Уитстона, можно с большой точностью измерять сопротивление.
Различные модификации моста Уитстона позволяют измерять другие физические величины:
- ёмкость;
- индуктивность;
- импеданс;
- концентрацию газов;
- и другое.

Прибор explosimeter (англ.) позволяет определить, превышена ли допустимая концентрация горючих газов в воздухе.
Мост Кельвина (англ. Kelvin bridge), также известный как мост Томсона (англ. Thomson bridge), позволяет измерять малые сопротивления, изобретён Томсоном.

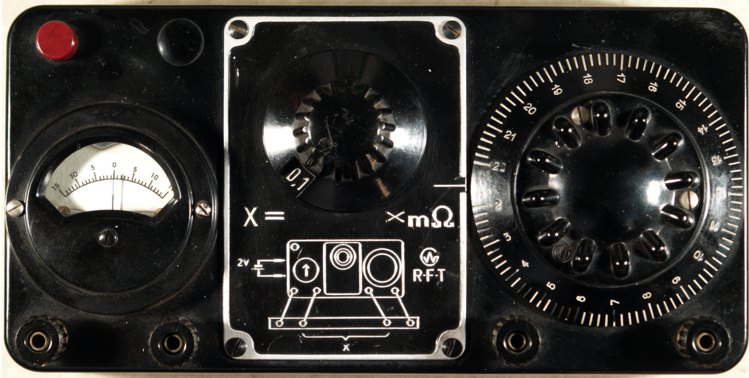
Вид спереди прибора, построенного на основе моста Кельвина

Прибор Максвелла позволяет измерять силу переменного тока, изобретён Максвеллом в 1865 году, усовершенствован Блюмлейном около 1926 года.
Мост Максвелла (англ. Maxwell bridge) позволяет измерять индуктивность.
Мост Фостера (англ. Carey Foster bridge) позволяет измерять малые сопротивления, описан Фостером (англ. Carey Foster) в документе, опубликованном в 1872 году.
Делитель напряжения Кельвина-Варли (англ. Kelvin–Varley divider) построен на основе моста Уитстона.

## Промышленные образцы
В СССР и России Краснодарским заводом измерительных приборов выпускались следующие марки измерительных мостов с ручной наводкой на равновесие:
- ММВ (измерения сопротивления проводников постоянному току);
- Р333 (измерение по схеме одинарного моста, определение места повреждения кабеля по схемам петли Муррея и Варлея);
- МО-62.